# سیارک ۱۲۶۱۹
سیارک ۱۲۶۱۹ (به انگلیسی: 12619 Anubelshunu، نامگذاری:6242P-L) دوازده هزار و ششصد و نوزدهمین سیارک کشف شده‌است که در ۲۴ سپتامبر ۱۹۶۰ کشف شد.